# Alessandro Barsi
Alessandro Barsi (Forte dei Marmi, 4 giugno 1956) è un ex hockeista su pista e allenatore di hockey su pista italiano.
È stato il capitano della nazionale per diversi anni ed uno dei primi professionisti italiani di questa disciplina.

## Biografia
Cresce hockeysticamente nella squadra della sua città l'HC Forte dei Marmi, con cui conquista la promozione in Serie A nel 1975.

Nella stagione successiva, la prima in massima divisione per il suo club, si dimostra uomo guida della difesa.

Rimane a Forte dei Marmi fino al 1982 quando decide di fare il grande salto, accasandosi all'Amatori Lodi fresco vincitore dello scudetto.

Con l'Amatori Lodi perde una finale di Coppa dei Campioni contro il glorioso F.C. Barcellona.

Tornato a Forte dei Marmi si trasferisce al Monza, per poi giocare a Vercelli (dove vince lo scudetto), CGC Viareggio e alla Reggiana.

Nel 1990 a distanza di otto anni torna all'HC Forte dei Marmi sponsorizzato Emporio Armani e qui inizia la carriera di allenatore, con il doppio incarico allenatore-giocatore. Poi è di nuovo al CGC Viareggio dove conclude la carriera da giocatore.

La carriera di allenatore invece, dopo l'esperienza da allenatore-giocatore a Forte dei Marmi e al CGC Viareggio, riprende nella stagione 1998-1999 nell'Hockey Primavera Prato, avventura che dura due stagioni.

Tornato ancora sulla panchina del Forte nella stagione 2005-2006, vi resta fino alla stagione 2008-2009.

È oggi l'allenatore del settore giovanile del Forte dei Marmi.

## Palmarès

### Club

#### Competizioni nazionali
- Campionato italiano: 1

Amatori Vercelli: 1985-1986
- Coppa Italia: 1

Hockey Club Monza: 1983-1984

### Nazionale
- World Games 1985 a Londra